# Кішавіше-Алія
Кішавіше-Алія (перс. كيشاويشه عليا) — село в Ірані, у дегестані Тула-Руд, у Центральному бахші, шагрестані Талеш остану Ґілян. За даними перепису 2006 року, його населення становило 1087 осіб, що проживали у складі 238 сімей.

## Клімат
Середня річна температура становить 13,54 °C, середня максимальна – 27,30 °C, а середня мінімальна – -0,22 °C. Середня річна кількість опадів – 694 мм.
| Клімат поселення                              | Клімат поселення | Клімат поселення | Клімат поселення | Клімат поселення | Клімат поселення | Клімат поселення | Клімат поселення | Клімат поселення | Клімат поселення | Клімат поселення | Клімат поселення | Клімат поселення | Клімат поселення |
| Показник                                      | Січ.             | Лют.             | Бер.             | Квіт.            | Трав.            | Черв.            | Лип.             | Серп.            | Вер.             | Жовт.            | Лист.            | Груд.            |                  |
| Середній максимум, °C                         | 10,68            | 10,58            | 12,13            | 16,34            | 20,36            | 25,41            | 27,30            | 27,12            | 22,40            | 19,97            | 15,56            | 11,63            |                  |
| Середня температура, °C                       | 5,28             | 5,19             | 6,74             | 10,93            | 14,97            | 20,02            | 23,19            | 23,01            | 18,30            | 15,86            | 11,47            | 7,54             |                  |
| Середній мінімум, °C                          | −0,12            | −0,22            | 1,34             | 5,54             | 9,58             | 14,62            | 19,12            | 18,92            | 14,22            | 11,77            | 7,37             | 3,45             |                  |
| Норма опадів, мм                              | 61               | 55               | 65               | 58               | 43               | 26               | 11               | 29               | 70               | 109              | 77               | 90               |                  |
| Середньомісячна швидкість вітру, м/с          | 2.24             | 2.40             | 2.40             | 2.39             | 2.22             | 2.33             | 2.60             | 2.40             | 2.00             | 2.00             | 1.98             | 1.99             |                  |
| Середньомісячна сонячна радіація, кДж/м²·день | 6890             | 9196             | 11316            | 15796            | 19808            | 22477            | 23579            | 20044            | 16233            | 11001            | 8471             | 6532             |                  |
| --------------------------------------------- | ---------------- | ---------------- | ---------------- | ---------------- | ---------------- | ---------------- | ---------------- | ---------------- | ---------------- | ---------------- | ---------------- | ---------------- | ---------------- |
| Джерело:                                      |                  |                  |                  |                  |                  |                  |                  |                  |                  |                  |                  |                  |                  |